# نهر أوكافانغو
نهر أوكافانغو أو نهر أوكافانجو يعد رابع أكبر أنهار جنوب القارة الأفريقية، يبلغ طوله نحو 1600 كم
ينبع من أنغولا شمالا ويتجه جنوبا محاذيا جزئيا الحدود مع ناميبيا ، وينتهي في بوتسوانا حيث يشكل مستنقعات
أوكافنغو المليئة بمختلف مظاهر الحياة البرية وحياة السفاري.